# Gouvernement Cossiga I
Pour les articles homonymes, voir Cossiga.
 (septembre 2023).
Si vous disposez d'ouvrages ou d'articles de référence ou si vous connaissez des sites web de qualité traitant du thème abordé ici, merci de compléter l'article en donnant les références utiles à sa vérifiabilité et en les liant à la section « Notes et références ».
République italienne
Andreotti V Cossiga II
Le gouvernement Cossiga I (Governo Cossiga I, en italien) est le gouvernement de la République italienne entre le 4 août 1979 et le 4 avril 1980, durant la VIIIe législature du Parlement.

## Coalition et historique
Dirigé par le nouveau président du Conseil des ministres démocrate-chrétien Francesco Cossiga, il est soutenu par une coalition gouvernementale entre la Démocratie chrétienne (DC), le Parti socialiste démocratique italien (PSDI) et le Parti libéral italien (PLI), qui disposent ensemble de 291 députés sur 630 à la Chambre des députés, soit 46,2 % des sièges, et de 149 sénateurs sur 315 au Sénat de la République, soit 47,3 % des sièges.
Il a été formé à la suite des élections générales anticipées du 3 juin 1979 et succède au cinquième gouvernement du démocrate-chrétien Giulio Andreotti, formé de la DC, du PSDI et du Parti républicain italien (PRI). Avec la décision de Cossiga de remplacer le PLI par le PRI, il cède le pouvoir au gouvernement Cossiga II.

## Composition

### Initiale (4 août 1979)
- Les nouveaux ministres sont indiqués en italique, ceux ayant changé d'attributions en italique.

| Titre                                                                                         | Titulaire | Titulaire               | Parti |
| --------------------------------------------------------------------------------------------- | --------- | ----------------------- | ----- |
| Président du Conseil des ministres                                                            |           | Francesco Cossiga       | DC    |
| Ministres sans portefeuille                                                                   |           |                         |       |
| Ministre pour la Coordination de l'initiative pour la Recherche scientifique et technologique |           | Vito Scalia             | DC    |
| Ministre pour la Fonction publique                                                            |           | Massimo Severo Giannini | PSDI  |
| Ministre pour les Interventions extraordinaires pour le Mezzogiorno                           |           | Michele Di Giesi        | PSDI  |
| Ministre pour les Relations avec le Parlement                                                 |           | Adolfo Sarti            | DC    |
| Ministres                                                                                     |           |                         |       |
| Ministre des Affaires étrangères                                                              |           | Franco Maria Malfatti   | DC    |
| Ministre de l'Intérieur                                                                       |           | Virginio Rognoni        | DC    |
| Ministre de la Grâce et de la Justice                                                         |           | Tommaso Morlino         | DC    |
| Ministre du Budget et de la Programmation économique                                          |           | Beniamino Andreatta     | DC    |
| Ministre des Finances                                                                         |           | Franco Reviglio         | PSDI  |
| Ministre du Trésor                                                                            |           | Filippo Maria Pandolfi  | DC    |
| Ministre de la Défense                                                                        |           | Attilio Ruffini         | DC    |
| Ministre de l'Instruction publique                                                            |           | Salvatore Valitutti     | PLI   |
| Ministre des Travaux publics                                                                  |           | Franco Nicolazzi        | PSDI  |
| Ministre de l'Agriculture et des Forêts                                                       |           | Giovanni Marcora        | DC    |
| Ministre des Transports                                                                       |           | Luigi Preti             | PSDI  |
| Ministre des Postes et des Télécommunications                                                 |           | Vittorino Colombo       | DC    |
| Ministre de l'Industrie, du Commerce et de l'Artisanat                                        |           | Antonio Bisaglia        | DC    |
| Ministre de la Santé                                                                          |           | Renato Altissimo        | PLI   |
| Ministre du Commerce extérieur                                                                |           | Gaetano Stammati        | DC    |
| Ministre de la Marine marchande                                                               |           | Franco Evangelisti      | DC    |
| Ministre des Participations d'État                                                            |           | Siro Lombardini         | DC    |
| Ministre du Travail et de la Sécurité sociale                                                 |           | Vincenzo Scotti         | DC    |
| Ministre du Tourisme et du Divertissement                                                     |           | Bernardo d'Arezzo       | DC    |
| Ministre pour les Biens et les Activités culturels                                            |           | Egidio Ariosto          | PSDI  |

### Remaniement du 14 janvier 1980
- Les nouveaux ministres sont indiqués en italique, ceux ayant changé d'attributions en italique.

| Titre                                                                                         | Titulaire | Titulaire               | Parti |
| --------------------------------------------------------------------------------------------- | --------- | ----------------------- | ----- |
| Président du Conseil des ministres                                                            |           | Francesco Cossiga       | DC    |
| Ministres sans portefeuille                                                                   |           |                         |       |
| Ministre pour la Coordination de l'initiative pour la Recherche scientifique et technologique |           | Vito Scalia             | DC    |
| Ministre pour la Fonction publique                                                            |           | Massimo Severo Giannini | PSDI  |
| Ministre pour les Interventions extraordinaires pour le Mezzogiorno                           |           | Michele Di Giesi        | PSDI  |
| Ministre pour les Relations avec le Parlement                                                 |           | Clelio Darida           | DC    |
| Ministres                                                                                     |           |                         |       |
| Ministre des Affaires étrangères                                                              |           | Attilio Ruffini         | DC    |
| Ministre de l'Intérieur                                                                       |           | Virginio Rognoni        | DC    |
| Ministre de la Grâce et de la Justice                                                         |           | Tommaso Morlino         | DC    |
| Ministre du Budget et de la Programmation économique                                          |           | Beniamino Andreatta     | DC    |
| Ministre des Finances                                                                         |           | Franco Reviglio         | PSDI  |
| Ministre du Trésor                                                                            |           | Filippo Maria Pandolfi  | DC    |
| Ministre de la Défense                                                                        |           | Adolfo Sarti            | DC    |
| Ministre de l'Instruction publique                                                            |           | Salvatore Valitutti     | PLI   |
| Ministre des Travaux publics                                                                  |           | Franco Nicolazzi        | PSDI  |
| Ministre de l'Agriculture et des Forêts                                                       |           | Giovanni Marcora        | DC    |
| Ministre des Transports                                                                       |           | Luigi Preti             | PSDI  |
| Ministre des Postes et des Télécommunications                                                 |           | Vittorino Colombo       | DC    |
| Ministre de l'Industrie, du Commerce et de l'Artisanat                                        |           | Antonio Bisaglia        | DC    |
| Ministre de la Santé                                                                          |           | Renato Altissimo        | PLI   |
| Ministre du Commerce extérieur                                                                |           | Gaetano Stammati        | DC    |
| Ministre de la Marine marchande                                                               |           | Nicola Signorello       | DC    |
| Ministre des Participations d'État                                                            |           | Siro Lombardini         | DC    |
| Ministre du Travail et de la Sécurité sociale                                                 |           | Vincenzo Scotti         | DC    |
| Ministre du Tourisme et du Diverissement                                                      |           | Bernardo d'Arezzo       | DC    |
| Ministre pour les Biens et les Activités culturels                                            |           | Egidio Ariosto          | PSDI  |